# Вилађо Ђелзи (Лече)
Вилађо Ђелзи (итал. Villaggio Gelsi) је насеље у Италији у округу Лече, региону Апулија.
Према процени из 2011. у насељу је живело 25 становника. Насеље се налази на надморској висини од 8 м.